# 孙德谦

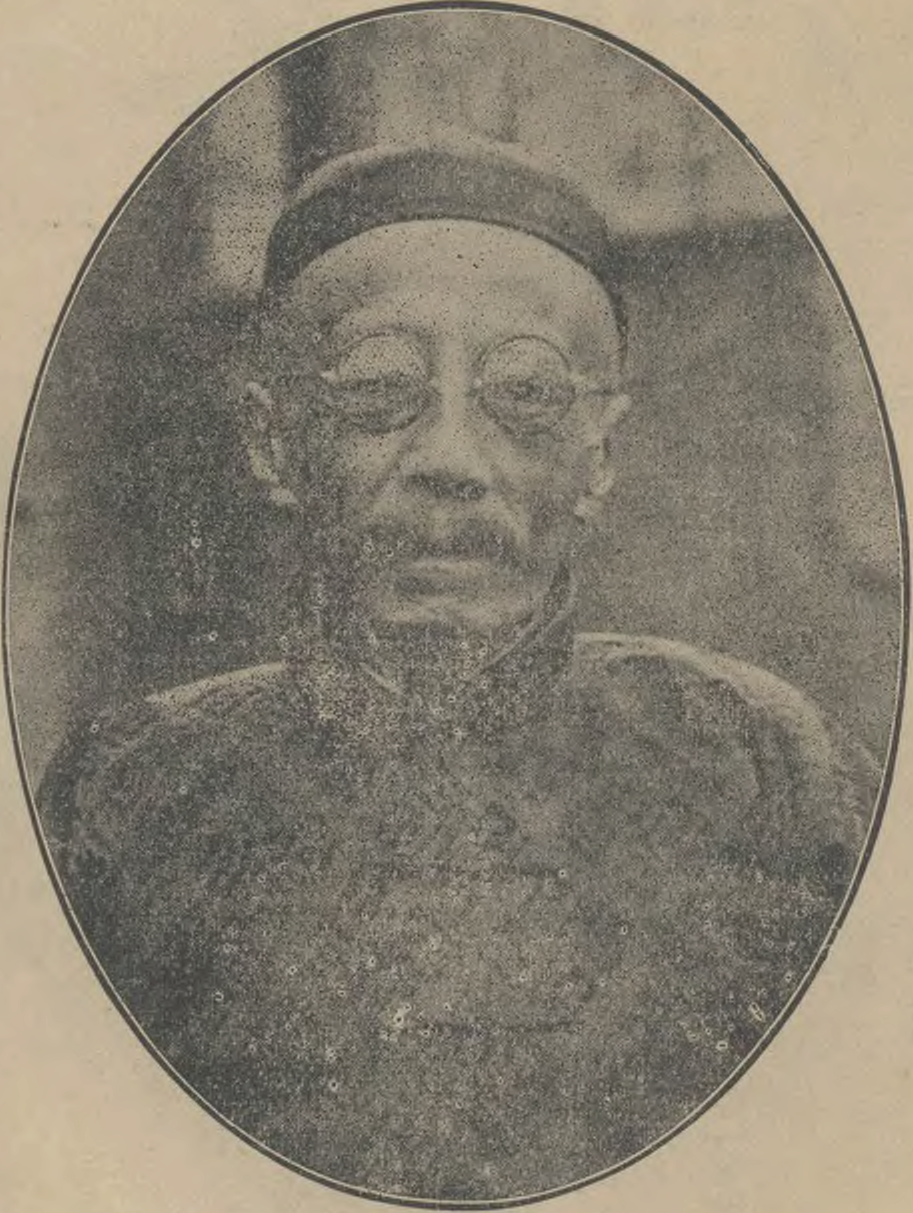
孫德謙

孙德谦（1873年—1935年），字受之、寿芝，号益葊（益庵）、龙鼎山人、隘堪居士，男，江苏吴县人，中国校勘学家、目录学家、骈文家。